# Vanhouttea gardneri
Vanhouttea gardneri är en tvåhjärtbladig växtart som först beskrevs av William Jackson Hooker, och fick sitt nu gällande namn av Karl Fritsch. Vanhouttea gardneri ingår i släktet Vanhouttea och familjen Gesneriaceae.

## Underarter
Arten delas in i följande underarter:
- V. g. gardneri
- V. g. hirtella